# Batura Sar
Batura Sar (Urdu: بتورا سر) of Batura I is een 7795 meter hoge bergtop in de Pakistaanse Karakoram. Het is qua hoogte de 25e berg ter wereld en de 12e berg van Pakistan. De Batura Sar is de hoogste top van de Batura Muztagh, de meest westelijke bergketen die tot de Karakoram wordt gerekend.
De Batura Sar vormt het hoogste punt van de zogenaamde Batura Wall, een ongeveer 10 km lange bergkam die nergens minder dan 7000 meter hoog is. Ten noorden van de Batura Sar ligt de 57 km lange Baturagletsjer. De Batura I heeft twee toppen, de oostelijkste is het hoogst, maar de westelijke top is met 7794 meter maar een fractie lager.

## Secundaire toppen
- Batura II, ook bekend als Hunza Kunji of Piek 31 (7762 m), prominentie: 230 m
- Batura III (7729 m boven zeeniveau))
- Batura IV (7600 m)
- Muchu Chhish (7453 m), de op één na hoogste onbeklommen top op aarde na de Gangkhar Puensum, welke laatste verboden is om te beklimmen